# Simone Simons
Simone Johanna Maria Simons (ur. 17 stycznia 1985 w Hoensbroek) – holenderska mezzosopranistka i autorka tekstów, znana jest przede wszystkim z występów w symfoniczno metalowej formacji Epica.

## Życiorys

### Kariera muzyczna
Zaczęła interesować się muzyką w wieku 10 lat, kiedy to rozpoczęła naukę gry na flecie. Lekcje porzuciła po roku. Następnie zaczęła uczęszczać na lekcje śpiewu.
W wieku 15 lat otrzymała płytę „Oceanborn” fińskiego zespołu Nightwish, z którym kontakt wpłynął na jej decyzję o rozpoczęciu lekcji śpiewu klasycznego. Przez kilka miesięcy śpiewała w chórze. W 2002 jej ówczesny chłopak, Mark Jansen, opuścił zespół After Forever z powodu różnic pomiędzy jego członkami. Szukał ludzi, którzy chcieliby stworzyć z nim projekt, który byłby jeszcze bardziej symfoniczny i gotycki. Do zespołu Epica dołączyła, mając zaledwie 17 lat. Pierwszą wokalistką Epiki (wówczas znanej jako „Sahara Dust”) została Helena Michaelsen, którą szybko zastąpiła Simons. Wraz z zespołem nagrała siedem albumów studyjnych. W 2005 roku gościnnie zaśpiewała w utworze „The Haunting” zespołu Kamelot, a dwa lata później nagrała piosenkę „Web of Lies” z projektem Ayeron, która opowiada o fałszywej miłości przez sieć internetową. Podczas trasy koncertowej w styczniu 2008 Simons zaraziła się gronkowcem złocistym, odpornym na metycylinę, więc została chwilowo zastąpiona przez Amandę Sommerville, która wcześniej występowała na albumach Epiki jako chórzystka. Pod koniec 2013 zespół podjął przerwę od koncertowania ze względu na zaawansowaną ciążę Simons.

### Życie prywatne
Ma o dwa lata młodszą siostrę.
W latach 2002–2005 była w związku z gitarzystą i wokalistą zespołu, Markiem Jansenem. W 2006 związała się z nauczycielem muzyki oraz klawiszowcem zespołu powermetalowego Kamelot, Oliverem Palotai, starszym od niej o jedenaście lat, za którego wyszła 8 lipca 2013 roku. Ma z nim syna Vincenta (ur. 2 października 2013). Rodzina mieszka w Stuttgarcie.
Posługuje się językami: holenderskim, niemieckim i angielskim, pisze również teksty dla zespołu, zawierające sentencje po łacinie.
Oprócz zajmowania się muzyką, pracuje jako makijażystka. Prowadzi swojego własnego bloga, gdzie zamieszcza zdjęcia z podróży i swojego życia osobistego oraz recenzje kosmetyków i wpisy o modzie. Współpracuje z marką L'Oreal Paris jako ambasadorka. W przeszłości pracowała dla firm Kryolan i MAC Cosmetics.
W 2018 roku rozpoczęła własną działalność jako fotograf z własnym studiem domowym. Jej prace można obejrzeć na stronie simonesimons.com.

## Dyskografia
Występy gościnne
- Aina – Days of Rising Doom (2003, Transmission Records)[7]
- Kamelot – The Black Halo (2005, Steamhammer Records)[8]
- Kamelot – One Cold Winter’s Night (2006, SPV GmbH)[9]
- Primal Fear – New Religion (2007, Frontiers Records)[10]
- Kamelot – Ghost Opera (2007, Steamhammer Records)[11]
- Ayreon – 01011001 (2008, InsideOut Music)[12]
- Xystus – Equilibrio (2008, Sensory Records)[13]
- Sons of Seasons – Gods of Vermin (2009, Napalm Records)[14]
- Kamelot – Poetry for the Poisoned (2010, Edel Music)[15]
- MaYaN – Quarterpast (2011, Nuclear Blast)[16]
- Sons of Seasons – Magnisphyricon (2011, Napalm Records)[17]
- Timo Tolkki's Avalon – Angels of the Apocalypse (2014, Frontiers Records)[18]

## Filmografia
| Tytuł                                                         | Rok  | Uwagi                                      | Źródło |
| ------------------------------------------------------------- | ---- | ------------------------------------------ | ------ |
| „Soaring Highs and Brutal Lows: The Voices of Women in Metal" | 2015 | film dokumentalny, reżyseria: Mark Harwood | [ 19 ] |

## Gry wideo
| Tytuł                               | Rok  | Rola               | Uwagi                             | Źródło |
| ----------------------------------- | ---- | ------------------ | --------------------------------- | ------ |
| Karmaflow: The Rock Opera Videogame | 2014 | jako The Destroyer | rola dubbingowana, BaseCamp Games | [ 20 ] |